# لانگ‌بیج (مریلند)
لانگ‌بیج (به انگلیسی: Long Beach) یک منطقهٔ مسکونی در ایالات متحده آمریکا است که در شهرستان کلورت، مریلند واقع شده‌است. لانگ‌بیج ۱٬۸۲۱ نفر جمعیت دارد و ۱۰٫۰۶ متر بالاتر از سطح دریا واقع شده‌است.